# Römische Dichter in neuen metrischen Uebersetzungen
Römische Dichter in neuen metrischen Uebersetzungen ist der Titel einer Übersetzungsreihe, die unter der Redaktion von Gottlieb Lukas Friedrich Tafel (1787–1860), Christian Nathanael Osiander (1781–1855) und Gustav Schwab (1792–1850) von 1830 bis 1867 im Metzler-Verlag in Stuttgart erschien. Die Reihe mit deutschen Übersetzungen von Klassikern der lateinischen Literatur umfasst insgesamt 77 Bände. 
Von Tafel, Osiander und Schwab wurden ebenfalls herausgegeben: Griechische Prosaiker in neuen Uebersetzungen (1–355), Griechische Dichter in neuen metrischen Uebersetzungen (1–75) und Römische Prosaiker in neuen Übersetzungen (1–242).

## Übersicht
In der folgenden Liste sind überwiegend die Erstausgaben verzeichnet. Viele Bände der Reihe liegen in Digitalisaten vor.
| Nr. | Autor, Text                         | Übersetzer                       | Erscheinungsjahr |
| --- | ----------------------------------- | -------------------------------- | ---------------- |
| 1   |                                     |                                  |                  |
| 24  | Römische Fabeldichter               | H. J. Kerler                     | 1838             |
| 25  | Römische Fabeldichter               | H. J. Kerler                     | 1838             |
| 26  | Römische Fabeldichter               | H. J. Kerler                     | 1838             |
| 27  | Publius Ovidius Naso, Festkalender  | E. F. Metzger                    | 1838             |
| 28  | Sextus Aurelius Propertius, Elegien | Wilhelm Adolf Boguslaw Hertzberg | 1838             |
| 29  | Sextus Aurelius Propertius, Elegien | Wilhelm Adolf Boguslaw Hertzberg | 1838             |
| 30  | Sextus Aurelius Propertius, Elegien | Wilhelm Adolf Boguslaw Hertzberg | 1838             |
| 31  |                                     |                                  |                  |
| 32  | Sextus Aurelius Propertius, Elegien | Wilhelm Adolf Boguslaw Hertzberg | 1838             |
| 37  | Persius, Satiren                    | Wilhelm Sigismund Teuffel        | 1844             |
| 77  |                                     |                                  |                  |